# Туново
Туново је насељено место града Новог Пазара у Рашком округу. Према попису из 2022. било је 51 становника.

## Историја
На Рометини је старо гробље, у коме има остатака темеља црквине; друго старо гробље је код данашњег у доњем крају села. По једном списку из 1836. у срез Ужички добегао је из Кута „у Турској“ Милутин Рашковић с четири детета. Године 1948. село је имало 58 становника. Између кућа је старо гробље, у коме су се одржале зидине од црквине у висини „човечијег боја“. Витош се заселио у првим десетинама 19. века. Ту су били повремени сточарски станови, који су се претворили у стално насеље. Године 1948. имало је 194 становника.
Порекло становништва.
Данашње село заселили су у у 18. веку:
-Пајићи, 3 куће, Лазарева субота, дошли „од Лима“.
-Мајдаци, Луковићи, 4 куће, Св. Јован, су пореклом из Годијева у Бихору, овамо дошли из Кијеваца код Сјенице 1879. године.
У Кутима је:
-Јелесић, 1 кућа, је од Дробњака у Паресијама, дошао на бачију.
-Туновци у подибарском селу Драгосинцима су из овог села, тамо изумрли.
Порекло становништва.
-'Биорци, 2 куће, Св. Никола, су досељени из Бихора.
-Глођовићи, 3 куће, Лазарева субота, су досељени из Бијелих Вода код Пљеваља.
- Ђуровић, 1 кућа, Св. Никола, је Куч, дошао од Рожаја, 1920. године одиви у кућу.
- Арсеније Витошанин, трговац у Новом Пазару, је из Витоша. Умро 1837. године и сахрањен код Петрове Цркве.

## Демографија
| Година       | 1948 | 1953 | 1961 | 1971 | 1981 | 1991 | 2002 | 2011 |
| ------------ | ---- | ---- | ---- | ---- | ---- | ---- | ---- | ---- |
| Становништво | 297  | 316  | 362  | 313  | 257  | 186  | 128  | 90   |

| Етнички састав према попису из 2002.‍ | Етнички састав према попису из 2002.‍ | Етнички састав према попису из 2002.‍ | Етнички састав према попису из 2002.‍ | Етнички састав према попису из 2002.‍ |
| ------------------------------------ | ------------------------------------ | ------------------------------------ | ------------------------------------ | ------------------------------------ |
|                                      |                                      |                                      |                                      |                                      |
| Срби                                 | Срби                                 |                                      | 128                                  | 100,0%                               |
| непознато                            | непознато                            |                                      | 0                                    | 0,0%                                 |

| Година пописа     | 1948. | 1953. | 1961. | 1971. | 1981. | 1991. | 2002. |
| ----------------- | ----- | ----- | ----- | ----- | ----- | ----- | ----- |
| Број домаћинстава | 36    | 37    | 46    | 50    | 46    | 41    | 39    |

| Број чланова      | 1 | 2 | 3 | 4 | 5 | 6 | 7 | 8 | 9 | 10 и више | Просек |
| ----------------- | - | - | - | - | - | - | - | - | - | --------- | ------ |
| Број домаћинстава | 9 | 8 | 6 | 8 | 1 | 2 | 4 | 1 | 0 | 0         | 3,28   |

| Пол    | Укупно | Неожењен/Неудата | Ожењен/Удата | Удовац/Удовица | Разведен/Разведена | Непознато |
| ------ | ------ | ---------------- | ------------ | -------------- | ------------------ | --------- |
| Мушки  | 60     | 19               | 34           | 5              | 2                  | 0         |
| Женски | 52     | 8                | 33           | 11             | 0                  | 0         |
| УКУПНО | 112    | 27               | 67           | 16             | 2                  | 0         |

| Пол    | Укупно                    | Пољопривреда, лов и шумарство | Рибарство                            | Вађење руде и камена | Прерађивачка индустрија       |
| ------ | ------------------------- | ----------------------------- | ------------------------------------ | -------------------- | ----------------------------- |
| Мушки  | 50                        | 39                            | 0                                    | 0                    | 3                             |
| Женски | 33                        | 31                            | 0                                    | 0                    | 0                             |
| УКУПНО | 83                        | 70                            | 0                                    | 0                    | 3                             |
| Пол    | Производња и снабдевање   | Грађевинарство                | Трговина                             | Хотели и ресторани   | Саобраћај, складиштење и везе |
| Мушки  | 0                         | 0                             | 0                                    | 0                    | 2                             |
| Женски | 0                         | 0                             | 0                                    | 0                    | 0                             |
| УКУПНО | 0                         | 0                             | 0                                    | 0                    | 2                             |
| Пол    | Финансијско посредовање   | Некретнине                    | Државна управа и одбрана             | Образовање           | Здравствени и социјални рад   |
| Мушки  | 0                         | 0                             | 4                                    | 0                    | 0                             |
| Женски | 0                         | 0                             | 0                                    | 1                    | 1                             |
| УКУПНО | 0                         | 0                             | 4                                    | 1                    | 1                             |
| Пол    | Остале услужне активности | Приватна домаћинства          | Екстериторијалне организације и тела | Непознато            | Непознато                     |
| Мушки  | 1                         | 0                             | 0                                    | 1                    | 1                             |
| Женски | 0                         | 0                             | 0                                    | 0                    | 0                             |
| УКУПНО | 1                         | 0                             | 0                                    | 1                    | 1                             |